# Frank Goldsmith
Frank John William Goldsmith Jr., né le 19 décembre 1902 à Strood (Kent) et mort le 27 janvier 1982 à Orlando, est un photographe américain célèbre pour avoir survécu dans son enfance au naufrage du Titanic. 

## Présentation
En avril 1912, Goldsmith Jr. embarque avec ses parents et deux amis de la famille à bord du paquebot transatlantique Titanic, qui heurte un iceberg et sombre. Lui et sa mère sont les seuls survivants de leur groupe.
À la suite du naufrage, Goldsmith devient un des témoins les plus connus, participant notamment à des conventions organisées par la Titanic Historical Society. Il écrit également son autobiographie. À sa mort, ses cendres sont, selon sa volonté, dispersées au-dessus de l'épave ou repose son père.
L'histoire de Goldsmith a notamment été adaptée dans un documentaire, et racontée dans le livre pour enfants Au cœur du « Titanic » de Ken Marschall.

## Biographie
Frank John William Goldsmith naît le 19 décembre 1902 en Angleterre. Il est le fils de Frank Goldsmith, un fabricant d'outils originaire de Tonbridge, et Emily Alice Brown, mariés l'année précédente. En 1905, suit un petit frère, Albert (« Bertie »), qui meurt de diphtérie en 1911. 
Entre 1908 et 1911, les parents d'Emily et six de ses douze frères et sœurs ont émigré aux États-Unis, s'installant à Detroit dans le Michigan. À la suite de la mort de Bertie, les trois membres de la famille restants décident d'émigrer aux États-Unis pour rejoindre la famille d'Emily et embarquent en avril 1912 à bord du paquebot Titanic. Franck Goldsmith a alors 9 ans.
La famille Goldsmith voyage avec un proche, Thomas Theobald, et le fils d'amis, Alfred Rush, qui fête ses 16 ans le 14 avril. Tous sont en troisième classe. Le jeune Franck passe son temps à bord du navire à jouer avec un groupe de garçons anglophones de troisième classe qui ont à peu près son âge : Willie Coutts, Harold Goodwin, William Johnston, Albert et George Rice, et James et Walter van Billiard. Ils  grimpent sur les grues à bagages et se promènent jusqu'aux chaufferies pour regarder les chauffeurs et les pompiers à l'œuvre. De ces garçons, seuls Goldsmith et Coutts ont survécu au naufrage.
Le 14 avril au soir, le paquebot heurte un iceberg et fait naufrage. Frank Sr. réveille alors Emily et Frank Jr. et, avec Theobald et Rush, ils se rendent à l'extrémité avant du pont du bateau, où le radeau pliable C (collapsible) est chargé. Il y a un cercle d'équipage debout tout autour, ne laissant passer que les femmes et les enfants. Il est environ 2 heures du matin, c'est l'avant-dernier canot de sauvetage à être affalé. Goldsmith Jr. écrit à propos de l'expérience : « Mère et moi avons ensuite été autorisés à passer par la passerelle, et le membre d'équipage en charge a tendu la main pour saisir le bras d'Alfred Rush pour le tirer à travers parce qu'il a dû sentir que le jeune garçon n'était pas beaucoup plus âgé que moi, et qu'il n'était pas très grand pour son âge, mais Alfred n'avait pas bougé. Il a dégagé son bras de la main du marin et, la tête haute, a dit, et je cite : « Non ! Je reste ici avec les hommes ». À l'âge de 16 ans, il est mort en héros ». Theobald a donné son alliance à Emily, lui demandant si elle la donnerait à sa femme s'il ne survivait pas,. Goldsmith se souvient plus tard : « Mon père a tendu la main et m'a tapoté l'épaule et m'a dit : « Au revoir, Frankie, je te verrai plus tard ». Il ne l'a pas fait et il aurait peut-être su qu'il ne le ferait pas ». Goldsmith Sr., Theobald et Rush sont tous morts dans le naufrage ; des trois, seul le corps de Theobald a été récupéré.
Le jeune Goldsmith et sa mère sont sauvés par le RMS Carpathia qui récupère plusieurs survivants sur leurs canots. Alors que les Carpathia se dirigeaient vers New York, afin de changer les idées de Frank, Mme Goldsmith lui  confie les soins d'un pompier survivant du Titanic, Samuel Collins. Pendant que sa mère est occupée à coudre des vêtements à partir de couvertures pour les femmes et les enfants qui n'avaient quitté le navire que dans des vêtements de nuit, Frank accompagné Collins pour rendre visite aux mécaniciens du Carpathia. Ils proposent de faire de lui un marin honoraire en lui faisant boire un mélange d'eau, de vinaigre et un œuf cru entier. Le garçon l'a fièrement avalé d'un seul seul trait, et à partir de ce moment, il se considérait comme un membre de l'équipage du navire. Goldsmith Jr. se souvient également que le pompier Collins lui a dit : « Ne pleure pas, Frankie, ton père sera probablement à New York avant toi ».
Arrivés à New York, les Goldsmith s'installent aux États-Unis. Frank Goldsmith se marie dans les années 1920 et devient photographe. Il meurt en 1982.

## Postérité
Après sa mort, les cendres de Goldsmith sont, selon sa volonté, dispersées au-dessus du site de l'épave, dans la mesure des connaissances approximatives du lieu à l'époque de son décès, antérieur de quelques années à la découverte de l'épave. Deux autres rescapés du naufrage ont fait de même :  Ruth Becker et l'officier Joseph Boxhall.
L'histoire de Goldsmith est racontée dans l'ouvrage Echoes in the Night : Memories of a Titanic Survivor  de 1991, qui a été présenté dans le documentaire Titanic : The Complete Story de 1994 ou « Titanic »: The Legend Lives On. Goldsmith est également pris comme exemple, avec le jeune Billy Carter, dans le livre pour enfants du spécialiste du Titanic Ken Marschall Au Cœur du « Titanic ».